# Соломиевка
Соломиевка (укр. Соломіївка) — село, центр Соломиевского сельского совета Дубровицкого района Ровненской области Украины.
Население по переписи 2001 года составляло 590 человек. Почтовый индекс — 34161. Телефонный код — 3658. Код КОАТУУ — 5621887701. р. Горынь

## Местный совет
34161, Ровненская обл., Дубровицкий р-н, с. Соломиевка, ул. Центральная, 9.